# Павлоградська загальноосвітня школа № 13
Павлоградська загальноосвітня школа I–II ступенів № 13 — колишній україномовний навчальний заклад І-ІІ ступенів акредитації у місті Павлоград Дніпропетровської області.

## Загальні дані
Павлоградська загальноосвітня школа I–II ступенів № 13 була розташована за адресою:
вул. Івана Богуна, 39 , місто Павлоград (Дніпропетровська область)—51405, Україна.
Директор закладу — Смолка Олена Миколаївна (від 2008 року), вчитель української мови та літератури.
Мова викладання — українська.

## З історії школи

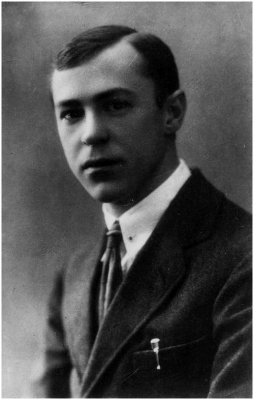
Валер'ян Підмогильний

Вона була започаткована у 1912 році за царським Указом як земська школа і отримала статус початкової. У школі діяло усього 2 класи, у бокових приміщеннях при школі жили директор і вчитель. Ці житлові кімнати пізніше було пристосовано під 4 класи.
На початку 1920-х років в школі вчителював відомий український письменник Валер'ян Підмогильний. В ті часи шола була земським училищем. Звідси він переїхав до Києва, працював близько двох місяців бібліографом у Книжковій палаті, потім перебрався до Ворзеля, де викладав у школі українську мову й політосвіту.
У 70-х роках минулого століття до діючої будівлі школи було прибудовано ще 2 класи і буфет. Школа увійшла в історію міста під назвою «Червона», бо була побудована із червоної цегли.
У вересні 2011 року рішенням Павлоградської міської ради була ліквідована.

## Сьогодення

Вчителі школи

Структура школи: школа є двустепеневою, 1 ступінь — початкова школа (1-4 класи), 2 ступінь — основна школа (5-9) класи.
У даний час в школі функціонує 8 кабінетів. У закладі працює 12 вчителів, серед них:
- «Вчитель-методист» — 1;
- «Вчитель вищої категорії» — 3;
- «Вчитель ІІ категорії» — 2;
- «Вчитель І категорії» — 3;
- «Вчитель-спеціаліст» — 3.

Учні школи беруть участь у спортивних змаганнях, міських виставках декоративно-прикладного мистецтва та технічної творчості, ярмарках, міських олімпіадах.

48% учнів цієї школи — роми

У середній школі № 13 Павлограда з ініціативи благодійного фонду «Горение» і Міжнародної благодійної організації "Ромський жіночий фонд «Чирили» працює клас дошкільної підготовки для дітей ромів (циган). Зараз у ньому займаються 15 ромів у віці від 8 до 30 років. Фінансування класу здійснює Всеєвропейський центр захисту прав ромів (Будапешт). Це різновіковий клас, заняття в ньому — факультативні. Роми вчать українську мову й літературу, математику, ромську мову й культуру. Культуру викладають авторитетні роми, а ромську мову — шкільні вчителі.

## Основні напрямки роботи школи
Основними напрямками роботи школи є:
- уроки фізкультури;
- динамічні паузи;
- спортивні секції;
- фізкультхвилинки;
- класні години з охорони життя;
- уроки «Основи здоров'я»;
- екскурсії по рідному краю;
- відпочинок на природі;
- вивчення екологічної стежини;
- допомога малозабезпеченим учням безкоштовним харчуванням;
- допомога дітям-інвалідам в організації додаткових занять;
- а також Фітотерапія: фіточаї, фруктова вітамінізація, пляшки з екологічно чистою водою, аромотерапія, соляні світильники,
- і Профілактика здорового способу життя: бесіди, лекції, тренінги, програма «Рівний-рівному», години спілкування із священиком.

## Головні завдання школи
Головними завданнями школи є:
- забезпечення розвикку учнів за рахунок технологій навчання і виховання, які зберігають здоров'я;
- формування і виховання духовно багатої творчо активної особистості;
- розвиток творчого мислення учнів.

## Шкільний науково-методичний проект
Створення умов в межах школи для розвитку креативної особистості через впровадження інноваційних та здоров'язберігаючих технологій.

### Головна мета
— сприяння підвищенню ефективності навчально-виховного процесу і покращенню здоров'я дітей;
— упровадження в діяльність школи здоров'язберігаючих, здоров'яформуючих і здоров'язміцнюючих програм, що сприяють гармонійному розвитку психофізичних здібностей учнів;
— установлення партнерства вчителів, учнів, медпрацівників, православного духовенства і фізичного стану здоров'я дітей;
— формування позитивної суспільної думки про школу, де пріоритетом є збереження здоров'я й життя дитини;
— створення умов для розвитку креативної особистості.

## Проблема школи
Забезпечення оптимальних умов для успішного навчання, виховання та самореалізації учнів як головний фактор розвитку інноваційної особистості.

## Виноски
1. 1 2  Відділ освіти Павлоградської міської ради
2. ↑  Заклади освіти на офіційному сайті Павлоградської міської ради
3. ↑  Екзистенціальна проза Валер'яна Підмогильного. Архів оригіналу за 22 лютого 2020. Процитовано 7 квітня 2011.
4. ↑  http://24.ua/news/show/id/15130.htm%5Bнедоступне+посилання%5D В Павлограде открылся цыганский класс